# Micologia forense

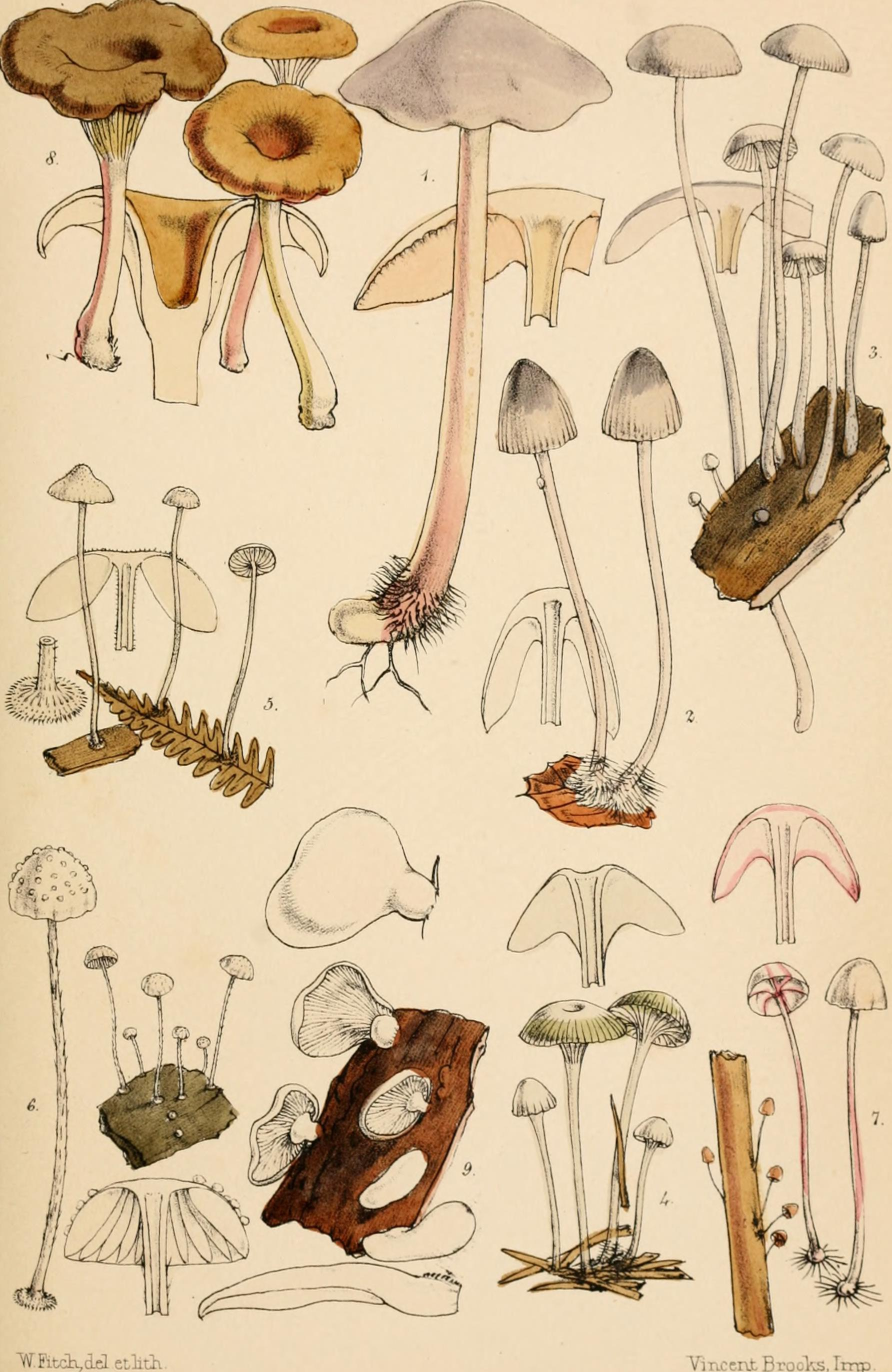
Ilustrações de fungos comumente encontrados nas Ilhas Britânicas

Micologia forense é o uso da micologia em investigações criminais. A micologia é utilizada para estimar o tempo de morte ou eventos por meio das taxas de crescimento conhecidas dos fungos, fornecendo evidências indiciárias, e localizando cadáveres. Também inclui rastreamento do crescimento de mofo em edifícios, o uso de fungos em guerra biológica, e o uso de variedades de fungos psicotrópicos e tóxicos como drogas ilícitas ou causas de morte.

## Intervalo pós-morte
A taxa constante de crescimento dos fungos é usada para determinar o intervalo pós-morte e ajudar os investigadores a identificar o momento da morte. Tradicionalmente, os médicos legistas se baseiam no resfriamento do corpo, nível de decomposição e/ou sucessão de insetos. Foi observado que os fungos estão presentes em corpos mortos, mas, até recentemente, acredita-se que fossem pouco mais do que outro organismo que auxilia na decomposição. Não há limite para as espécies de fungos ou partes do corpo que podem ser usados nesse processo, desde que as condições na cena possam ser experimentalmente recriadas.
H. van de Voorde e P. J. Van Dijck da Universidade Católica de Leuven foram os primeiros a utilizar o crescimento fúngico recriado para determinar o intervalo pós-morte em 1980. Nesse caso, uma mulher, que morava sozinha, foi encontrada morta em uma casa com temperatura controlada, com ferimentos de faca no peito e crescimento fúngico em seu rosto e abdômen inferior. O corpo já havia resfriado para 12 °C, a temperatura ambiente, e não apresentava sinais de colonização por insetos, o que dificultava a determinação precisa do intervalo pós-morte. Van de Voorde e Van Dijck registraram o tamanho do crescimento fúngico no olho e obtiveram uma amostra. Essa amostra foi incubada em condições semelhantes às do cadáver, e o tempo necessário para crescer a colônia até o tamanho encontrado no corpo foi usado para determinar o intervalo pós-morte e, posteriormente, o momento da morte, que foi confirmado pela confissão do assassino. Além do tamanho, fases distintas de crescimento fúngico podem ser usadas para auxiliar na determinação pós-morte. Cronologicamente, essas fases incluem a formação de micélio de substrato, desenvolvimento de micélio aéreo, esporulação e mudanças de cor pós-esporulação.
Múltiplos fatores ambientais, como umidade e temperatura, podem afetar o crescimento desses organismos, o que deve ser levado em consideração ao tentar reproduzir as condições para crescimento comparativo.

## Localização de locais de sepultamento
O descarte de corpos, frequentemente em áreas remotas arborizadas, é comumente utilizado para esconder evidências cruciais no processo investigativo. Essas covas rasas possuem altos níveis de nutrientes provenientes da decomposição do corpo, o que torna o solo circundante rico em nitrogênio e outros compostos atrativos para o crescimento de fungos. Esses ambientes são ideais para a colonização de fungos pós-putrefação e de amônia, sendo os cogumelos um indicador comum de sepultamentos clandestinos.
Os fungos de amônia são comuns em ambientes com alto teor de compostos nitrogenados. Estudos constataram que a amônia, produto da decomposição desses compostos, é essencial para a frutificação desses tipos de fungos. Quando os fungos estão em proximidade com um sepultamento, eles são denominados fungos pós-putrefação. Embora haja considerável sobreposição entre essas duas classificações, existem algumas espécies que não se enquadram em ambas as categorias. Por exemplo, o Rhopalomyces strangulatus é encontrado em ou ao redor de carcaças, mas não depende de amônia para a frutificação, enquanto o Coprinus echinosporus precisa de compostos nitrogenados, mas é encontrado em ambientes sem restos. Fungos dessas categorias só foram relatados em ecossistemas florestais, especialmente em restos de mamíferos e aves, bem como em alguns ninhos de vespas.
A natureza geotrópica dos fungos também os torna um indicador ideal de perturbação de local de sepultamento. O estipe, comumente referido como o 'caule', sempre cresce verticalmente, enquanto o píleo, ou 'chapéu', cresce horizontalmente. Após serem perturbados, esses cogumelos se reorientam e podem ser subsequentemente usados pelos investigadores para determinar o movimento de uma cena de crime.

## Espécies ilícitas e venenosas

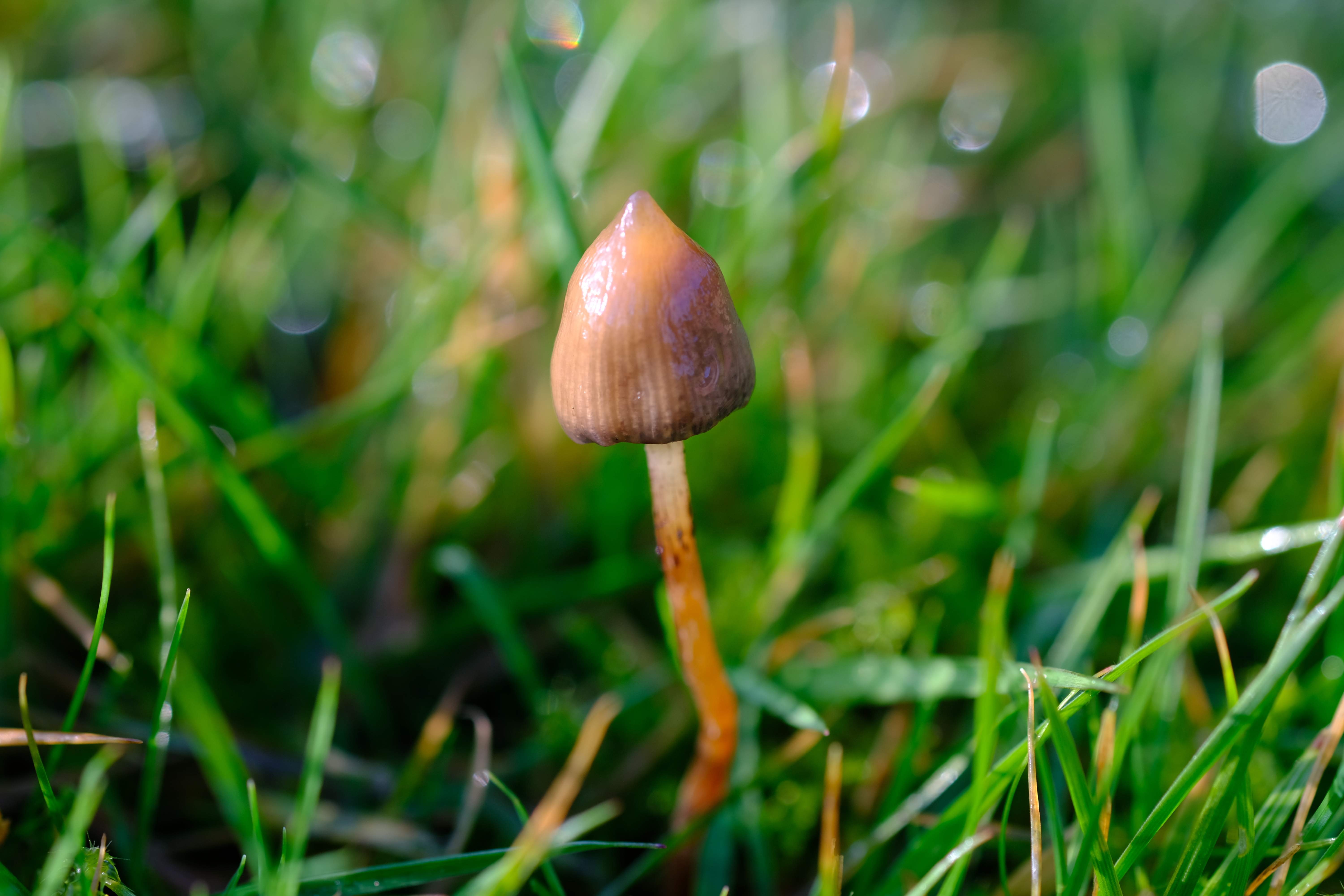
Psilocybe semilanceata (Chapéu de Liberdade), um cogumelo comum contendo psilocibina

Os seres humanos têm um histórico documentado de ingestão de fungos, principalmente cogumelos, sejam eles comestíveis, psicoativos ou venenosos.
O início e a gravidade dos sintomas após o consumo de espécies não comestíveis dependem da espécie, da tolerância da pessoa e da quantidade consumida. Os sintomas podem variar de leve desconforto a distúrbios gástricos graves e, às vezes, morte. Os sintomas também podem parecer inicialmente semelhantes aos produzidos por outras condições médicas (por exemplo, infarto cerebral). Devido à maioria dos fungos serem consumidos e processados pelo sistema digestivo, é comum haver casos de envenenamento em que não há espécimes intactos restantes e/ou onde a digestão já começou. Se esse for o caso, a análise de remanescentes fúngicos, como organismos parcialmente digeridos ou esporos microscópicos, pode ser realizada no conteúdo estomacal e intestinal. Uma análise adicional do intestino inferior pode ser necessária em casos em que o envenenamento foi de ação lenta e o conteúdo já tenha sido digerido.

## Fungos psicoativos
Certas espécies de fungos também possuem qualidades psicoativas quando ingeridas, conhecidas coloquialmente como "cogumelos mágicos". Essas qualidades são derivadas de substâncias presentes nos fungos, como psilocibina, psilocina e amanitina. As concentrações de substâncias psicoativas nesses fungos variam, mesmo dentro das espécies, devido a fatores ecológicos e biológicos. A partir da Convenção da Organização das Nações Unidas de 1971, a posse e o uso dessas substâncias e dos fungos dos quais elas são derivadas são estritamente controlados, sendo que a psilocibina e a psilocina são completamente proibidas.

## Guerra biológica
O uso de fungos em bioterrorismo remonta a 600 a.C., quando os assírios usaram o fungo esporão-do-centeio (Claviceps purpurea) para contaminar poços inimigos. Atualmente, os fungos que representam o maior risco para o público são um conjunto específico de fungos que produzem uma variedade de micotoxinas diferentes, dependendo da espécie. Essas toxinas estão mais presentes em produtos alimentícios, como nozes, frutas secas e grãos. Elas também podem ocorrer no solo, em vegetação em decomposição e na ração animal. Os efeitos variam de doenças graves de curto prazo a condições crônicas, algumas das quais podem levar à morte.
A maior limitação para o uso desses agentes como arma biológica é a dificuldade de dispersão e transmissão entre humanos. Em abril de 2022, o Centro de Controle e Proteção de Doenças (Centers for Disease Control and Prevention) (não lista atualmente nenhum agente fúngico em suas categorias A ou B para agentes biológicos, que são reservadas para patógenos que apresentam maior risco à sociedade no momento.
A Organização Mundial da Saúde (OMS) classifica várias espécies como patógenos de Risco Nível 3, ou seja, apresentam alto risco para as pessoas afetadas, mas não se transmitem facilmente entre elas.
Essas espécies incluem:
- Blastomyces dermatitidis
- Cladophialophora bantiana
- Coccidioides immitis
- Coccidioides posadasii
- Histoplasma capsulatum
- Paracoccidioides brasiliensis
- Penicillium marneffei
- Rhinocladiella mackenziei

## Crescimento de mofo em edifícios
O crescimento de mofo ocorre comumente em ambientes úmidos e é frequentemente encontrado em edifícios. Esses crescimentos podem afetar pessoas imunocomprometidas ou com alergias a esses organismos e devem ser investigados quando ocorre uma morte relacionada a fungos. Evidências desses crescimentos também podem ser usadas em processos judiciais civis ou reivindicações de seguro por danos causados pela água. Algumas espécies comuns encontradas em edifícios são Aspergillus glaucus, Aspergillus niger, Cladosporium cladosporioides, Cladosporium herbarum e Stachybotrys chartarum, entre outras.